# فيلاريس ديل ساز
بلدية فيلاريس ديل ساز (بالإسبانية: Villares del Saz)‏، هي إحدى بلديات مقاطعة قونكة إحدى مقاطعات إسبانيا، و التي تقع في منطقة قشتالة لا منتشا وسط البلاد, و المائلة لجهة الشرق من إسبانيا.
يبلغ عدد سكانها 662 نسمة وفقاً لإحصائية سنة (2007).